# Shansirhinus
Shansirhinus — вимерлий рід носорогів, ендемічний для Китаю протягом міоцену — пліоцену.
Члени Shansirhinus спочатку були класифіковані як види Chilotherium.